# Царук Ігор Васильович
Ігор Васильович Царук (1978—2023) — молодший сержант збройних сил України, учасник російсько-української війни.

## Життєпис
Народився 1978 року, проживав в селищі Ружин. 
Під час повномасштабної війни був навідником-оператором механізованого батальйону в/ч А7014.
Помер 2 квітня 2023 від отриманих поранень.

## Нагороди
- Орден «За мужність» III ступеня[1].